# Gen Shōji
Gen Shōji (昌子 源?, Shōji Gen; Hyogo, 11 dicembre 1992) è un calciatore giapponese, difensore del Machida Zelvia, di cui è capitano.

## Caratteristiche tecniche
È un difensore centrale che principalmente gioca nella parte di sinistra, sebbene possa giocare anche nel lato destro. È un calciatore con molta esperienza internazionale, in grado di mantenere il possesso palla grazie alla sua capacità di passaggio, molto tenace, aggressivo, abile nel gioco aereo e in fase realizzativa e ha dimostrato anche di essere molto rapido. Essendo molto bravo tecnicamente, possiede un buon tiro dalla distanza.
Anche se fisicamente è molto forte, la sua carriera è stata spesso costellata da numerosi infortuni che ne hanno limitato l'utilizzo con continuità.

## Carriera

### Club

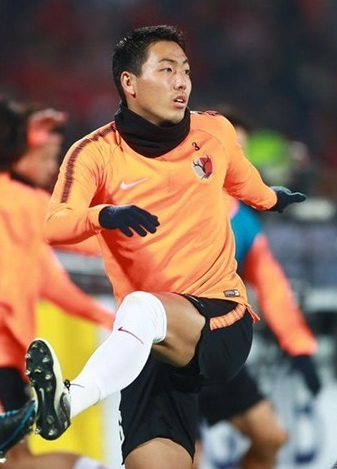
Shōji ai nel 2018

Nato e cresciuto a Kōbe, più precisamente a Hyogo, si unì alla società calcistica giovanile del proprio paese, dove inizia ad allenarsi con serietà per diventare un giocatore di calcio. Successivamente si unì al settore giovanile della Gamba Osaka, dove c'erano anche Takashi Usami e Kōtarō Ōmori. A Osaka ha ottenuto la promozione e dopodiché, nel 2010 va al Yonago North High, al quale sceglie la maglia numero quattro. Nel 2011 va in prima squadra nel Kashima Antlers, in prima divisione giapponese e fa il suo debutto il 24 marzo 2012, contro il Sanfrecce Hiroshima, nei quali hanno perso 2-0. In quella partita, Shōji è entrato al posto di Yasushi Endō al 76º minuto. Subisce il primo cartellino giallo contro lo Shimizu S-Pulse, nella Coppa del Giappone, al 54º minuto. Fa il suo primo gol al 1º marzo 2014, contro il Ventforet Kofu, una partita di campionato, segnando di testa, grazie a Mitsuo Ogasawara che gli ha servito un cross direttamente dal calcio di punizione, battendo il portiere del Ventforet Kofu, Hiroki Oka.
Partecipa alla AFC Champions League 2015, al quale Shōji gioca 5 partite di girone su 6: 4 partite vengono sconfitti e 2 vinte. Infine egli è i suoi compagni arrivano ultimi con 6 punti.
Ha militato nel Kashima Antlers fino al 4 gennaio 2019, quando è sbarcato in Europa andando a giocare nel Tolosa.

### Nazionale
Il 1º ottobre 2014 è stato convocato dal CT messicano, Javier Aguirre, per giocare contro la Giamaica e il Brasile. Shōji si infortuna durante un allenamento della Nazionale e a sostituirlo è stato il difensore del Kashiwa Reysol, Daisuke Suzuki. Quando è guarito dall'infortunio, viene riconvocato per le amichevoli contro l'Honduras e l'Australia, dove non riesce a debuttare in nessuna di queste partite. Nonostante la sua convocazione per la Coppa d'Asia 2015 che ha avuto luogo in Australia, non viene impiegato in nessuna delle quattro partite giocate dal Giappone nel torneo asiatico.
Il 31 marzo 2015 fa il suo esordio da titolare con la maglia del Giappone nel vittorioso incontro per 5-1 contro l'Uzbekistan.
In una partita di Coppa dell'Asia orientale giocata il 12 dicembre 2017 contro la Cina, realizza all'88º minuto un gol da 40 metri dalla porta avversaria, confezionando così il suo primo gol in nazionale maggiore.
È stato convocato ai Mondiali 2018 dov'è stato titolare (sottrando il posto a Tomoaki Makino) in 3 delle 4 partite della selezione nipponica, eliminata agli ottavi in rimonta dal Belgio; emblematica la sua disperazione a fine partita al Rostov Arena, dove, deluso per la tragica sconfitta, è scoppiato in lacrime a pancia in giù battendo i pugni sul prato del campo.
A causa di un infortunio alla caviglia che lo ha tenuto fermo per tre mesi e del suo trasferimento al Tolosa, non è stato incluso nella lista dei 23 convocati per la spedizione asiatica 2019.

## Statistiche

### Presenze e reti nei club
Statistiche aggiornate all'8 dicembre 2024.
| Stagione               | Squadra                | Campionato             | Campionato | Campionato | Coppa nazionale | Coppa nazionale | Coppa nazionale | Coppe continentali | Coppe continentali | Coppe continentali | Altre coppe | Altre coppe | Altre coppe | Totale | Totale |
| Stagione               | Squadra                | Comp                   | Pres       | Reti       | Comp            | Pres            | Reti            | Comp               | Pres               | Reti               | Comp        | Pres        | Reti        | Pres   | Reti   |
| ---------------------- | ---------------------- | ---------------------- | ---------- | ---------- | --------------- | --------------- | --------------- | ------------------ | ------------------ | ------------------ | ----------- | ----------- | ----------- | ------ | ------ |
| 2011                   | Kashima Antlers        | J1                     | 0          | 0          | CG+CdL          | 2+0             | 0               | ACL                | 0                  | 0                  | SG          | 0           | 0           | 2      | 0      |
| 2012                   | Kashima Antlers        | J1                     | 9          | 0          | CG+CdL          | 4+5             | 1+0             | -                  | -                  | -                  | SBC         | 0           | 0           | 18     | 1      |
| 2013                   | Kashima Antlers        | J1                     | 4          | 0          | CG+CdL          | 0+1             | 0               | -                  | -                  | -                  | SBC         | 0           | 0           | 5      | 0      |
| 2014                   | Kashima Antlers        | J1                     | 34         | 2          | CG+CdL          | 0+6             | 0               | -                  | -                  | -                  | -           | -           | -           | 40     | 2      |
| 2015                   | Kashima Antlers        | J1                     | 29         | 3          | CG+CdL          | 0+4             | 0               | ACL                | 5                  | 0                  | -           | -           | -           | 38     | 3      |
| 2016                   | Kashima Antlers        | J1                     | 31+3       | 1+0        | CG+CdL          | 4+2             | 0+1             | -                  | -                  | -                  | SBC+Cmc     | 1+4         | 0           | 45     | 2      |
| 2017                   | Kashima Antlers        | J1                     | 34         | 1          | CG+CdL          | 3+0             | 1+0             | ACL                | 8                  | 0                  | SG          | 1           | 0           | 46     | 2      |
| 2018                   | Kashima Antlers        | J1                     | 16         | 1          | CG+CdL          | 2+1             | 0               | ACL                | 9                  | 0                  | Cmc         | 2           | 0           | 30     | 1      |
| gen.-giu. 2019         | Tolosa                 | L1                     | 18         | 0          | CF              | 2               | 0               | -                  | -                  | -                  | -           | -           | -           | 20     | 0      |
| 2019-feb. 2020         | Tolosa                 | L1                     | 1          | 0          | CF+CdL          | 0               | 0               | -                  | -                  | -                  | -           | -           | -           | 1      | 0      |
| Totale Tolosa          | Totale Tolosa          | Totale Tolosa          | 19         | 0          |                 | 2               | 0               |                    | -                  | -                  |             | -           | -           | 21     | 0      |
| 2020                   | Gamba Osaka            | J1                     | 18         | 0          | CG+CdL          | 0+1             | 0               | -                  | -                  | -                  | -           | -           | -           | 19     | 0      |
| 2021                   | Gamba Osaka            | J1                     | 28         | 0          | CG+CdL          | 0+1             | 0               | ACL                | 5                  | 0                  | SG          | 0           | 0           | 34     | 0      |
| 2022                   | Gamba Osaka            | J1                     | 25         | 0          | CG+CdL          | 2+1             | 0               | -                  | -                  | -                  | -           | -           | -           | 28     | 0      |
| Totale Gamba Osaka     | Totale Gamba Osaka     | Totale Gamba Osaka     | 71         | 0          |                 | 5               | 0               |                    | 5                  | 0                  |             | 0           | 0           | 81     | 0      |
| 2023                   | Kashima Antlers        | J1                     | 21         | 0          | CG+CdL          | 2+4             | 0               | -                  | -                  | -                  | -           | -           | -           | 27     | 0      |
| Totale Kashima Antlers | Totale Kashima Antlers | Totale Kashima Antlers | 181        | 8          |                 | 40              | 3               |                    | 22                 | 0                  |             | 8           | 0           | 251    | 11     |
| 2024                   | Machida Zelvia         | J1                     | 33         | 1          | CG+CdL          | 0+4             | 0+1             | -                  | -                  | -                  | -           | -           | -           | 37     | 2      |
| 2025                   | Machida Zelvia         | J1                     | 0          | 0          | CG+CdL          | 0               | 0               | ACL                | 0                  | 0                  | -           | -           | -           | 0      | 0      |
| Totale Machida Zelvia  | Totale Machida Zelvia  | Totale Machida Zelvia  | 33         | 1          |                 | 4               | 1               |                    | 0                  | 0                  |             | -           | -           | 37     | 2      |
| Totale carriera        | Totale carriera        | Totale carriera        | 304        | 9          |                 | 51              | 4               |                    | 27                 | 0                  |             | 8           | 0           | 390    | 13     |

### Cronologia presenze e reti in nazionale
| Cronologia completa delle presenze e delle reti in nazionale ― Giappone | Cronologia completa delle presenze e delle reti in nazionale ― Giappone | Cronologia completa delle presenze e delle reti in nazionale ― Giappone | Cronologia completa delle presenze e delle reti in nazionale ― Giappone | Cronologia completa delle presenze e delle reti in nazionale ― Giappone | Cronologia completa delle presenze e delle reti in nazionale ― Giappone | Cronologia completa delle presenze e delle reti in nazionale ― Giappone | Cronologia completa delle presenze e delle reti in nazionale ― Giappone |
| Data                                                                    | Città                                                                   | In casa                                                                 | Risultato                                                               | Ospiti                                                                  | Competizione                                                            | Reti                                                                    | Note                                                                    |
| ----------------------------------------------------------------------- | ----------------------------------------------------------------------- | ----------------------------------------------------------------------- | ----------------------------------------------------------------------- | ----------------------------------------------------------------------- | ----------------------------------------------------------------------- | ----------------------------------------------------------------------- | ----------------------------------------------------------------------- |
| 31-3-2015                                                               | Tokyo                                                                   | Giappone                                                                | 5 – 1                                                                   | Uzbekistan                                                              | Amichevole                                                              | -                                                                       |                                                                         |
| 3-6-2016                                                                | Toyota                                                                  | Giappone                                                                | 7 – 2                                                                   | Bulgaria                                                                | Amichevole                                                              | -                                                                       | 83’                                                                     |
| 7-6-2017                                                                | Chōfu                                                                   | Giappone                                                                | 1 – 1                                                                   | Siria                                                                   | Amichevole                                                              | -                                                                       |                                                                         |
| 13-6-2017                                                               | Teheran                                                                 | Iraq                                                                    | 1 – 1                                                                   | Giappone                                                                | Qual. Mondiali 2018                                                     | -                                                                       |                                                                         |
| 31-8-2017                                                               | Saitama                                                                 | Giappone                                                                | 2 – 0                                                                   | Australia                                                               | Qual. Mondiali 2018                                                     | -                                                                       |                                                                         |
| 5-9-2017                                                                | Gedda                                                                   | Arabia Saudita                                                          | 1 – 0                                                                   | Giappone                                                                | Qual. Mondiali 2018                                                     | -                                                                       |                                                                         |
| 10-10-2017                                                              | Yokohama                                                                | Giappone                                                                | 3 – 3                                                                   | Haiti                                                                   | Amichevole                                                              | -                                                                       |                                                                         |
| 9-12-2017                                                               | Chōfu                                                                   | Giappone                                                                | 1 – 0                                                                   | Corea del Nord                                                          | Coppa dell'Asia orientale 2017                                          | -                                                                       | cap.                                                                    |
| 12-12-2017                                                              | Chōfu                                                                   | Giappone                                                                | 2 – 1                                                                   | Cina                                                                    | Coppa dell'Asia orientale 2017                                          | 1                                                                       | cap.                                                                    |
| 16-12-2017                                                              | Chōfu                                                                   | Giappone                                                                | 1 – 4                                                                   | Corea del Sud                                                           | Coppa dell'Asia orientale 2017                                          | -                                                                       | cap.                                                                    |
| 23-3-2018                                                               | Liegi                                                                   | Giappone                                                                | 1 – 1                                                                   | Mali                                                                    | Amichevole                                                              | -                                                                       |                                                                         |
| 12-6-2018                                                               | Innsbruck                                                               | Giappone                                                                | 4 – 2                                                                   | Paraguay                                                                | Amichevole                                                              | -                                                                       |                                                                         |
| 19-6-2018                                                               | Saransk                                                                 | Colombia                                                                | 1 – 2                                                                   | Giappone                                                                | Mondiali 2018 - 1º turno                                                | -                                                                       |                                                                         |
| 24-6-2018                                                               | Ekaterinburg                                                            | Giappone                                                                | 2 – 2                                                                   | Senegal                                                                 | Mondiali 2018 - 1º turno                                                | -                                                                       |                                                                         |
| 2-7-2018                                                                | Rostov sul Don                                                          | Belgio                                                                  | 3 – 2                                                                   | Giappone                                                                | Mondiali 2018 - Ottavi di finale                                        | -                                                                       |                                                                         |
| 22-3-2019                                                               | Yokohama                                                                | Giappone                                                                | 0 – 1                                                                   | Colombia                                                                | Amichevole                                                              | -                                                                       |                                                                         |
| 5-6-2019                                                                | Toyota                                                                  | Giappone                                                                | 0 – 0                                                                   | Trinidad e Tobago                                                       | Amichevole                                                              | -                                                                       |                                                                         |
| 9-6-2019                                                                | Rifu                                                                    | Giappone                                                                | 2 – 0                                                                   | El Salvador                                                             | Amichevole                                                              | -                                                                       | cap.                                                                    |
| 7-6-2021                                                                | Suita                                                                   | Giappone                                                                | 4 – 1                                                                   | Tagikistan                                                              | Qual. Mondiali 2022                                                     | -                                                                       |                                                                         |
| 15-6-2021                                                               | Suita                                                                   | Giappone                                                                | 5 – 1                                                                   | Kirghizistan                                                            | Qual. Mondiali 2022                                                     | -                                                                       |                                                                         |
| Totale                                                                  |                                                                         | Presenze                                                                | 20                                                                      |                                                                         | Reti                                                                    | 1                                                                       |                                                                         |

## Palmarès

### Club

#### Competizioni nazionali
- Coppa J. League: 3

Kashima Antlers: 2011, 2012, 2015
- Campionato giapponese: 1

Kashima Antlers: 2016
- Coppa dell'Imperatore: 1

Kashima Antlers: 2016
- Supercoppa del Giappone: 1

Kashima Antlers: 2017

#### Competizioni internazionali
- Coppa Suruga Bank: 2

Kashima Antlers: 2012, 2013
- AFC Champions League: 1

Kashima Antlers: 2018

### Individuale
- Squadra del campionato giapponese: 2

2016, 2017